# Strobilanthes urceolaris
Strobilanthes urceolaris är en akantusväxtart som beskrevs av James Sykes Gamble. Strobilanthes urceolaris ingår i släktet Strobilanthes och familjen akantusväxter. Inga underarter finns listade i Catalogue of Life.